# Charon (браузер)

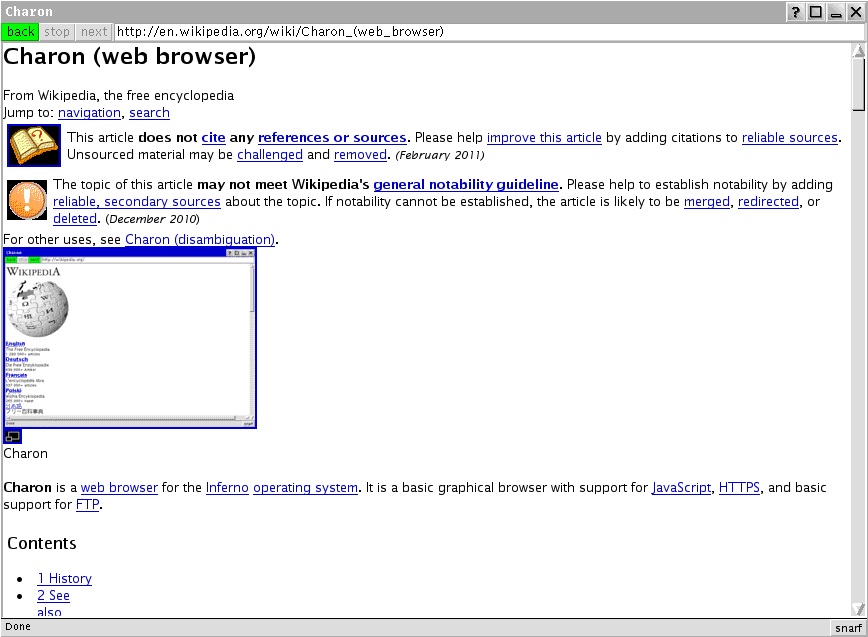

Charon — вільний  веббраузер операційної системи Inferno, базовий графічний браузер системи. Названий на честь перевізника померлих у царство Аїда «Божественної комедії» Данте — відповідно до традицій іменування системи Inferno.
Написаний Говардом Тріки мовю Limbo для Inferno. Пізніше був переписаний на С для системи Plan 9.
Підтримує додатки JavaScript, протоколи HTTPS, FTP.